# Iwan Pronin
Iwan Pronin (urodzony 23 lutego 1982 w Zaporożu) – rosyjski piłkarz ręczny, gra na pozycji rozgrywającego. Zawodnik Zenitu Sankt Petersburg. Wcześniej grał w Wiśle Płock. W drużynie z Płocka zadebiutował 5 września 2007 w  meczu z Zagłębiem Lubin. Wielokrotnie występował w reprezentacji Rosji. Obecnie z powodzeniem występuje w rosyjskim klubie St. Petersburg HC.